# Islamska deklaracija
Islamska deklaracija iz 1970. je političko-vjerski program koji je kasniji predsjednik predsjedništva BiH Alija Izetbegović objavio 1970. godine.
Izetbegović je taj “program islamizacije Muslimana i muslimanskih naroda“ počeo pisati 1966. – 1967. a dovršio u prvoj polovini 1970. godine. Makar je autor bio iz SFR Jugoslavije, deklaracija je usmjerena prema svim muslimanima u svijetu - gorljivo se zalažući da oni trebaju ustrojiti svoje države onako kako nalaže islam, a ne prema modelima nastalima u Europi. U tome trebaju pribjeći revolucijama, jer puki dolazak neke islamističke stranke na vlast ne može uspostaviti društvo usklađeno sa zahtjevima islama.
Izetbegović u Islamskoj deklaraciji piše: 
“Islamski preporod ne može započeti bez vjerske, ali se ne može uspješno nastaviti i dovršiti bez političke revolucije...
Kod ovih razmatranja uvijek će se makar na čas, pojaviti dilema da bi kraći put do islamskog poretka vodio preko osvajanja vlasti, koja bi zatim stvorila odgovarajuće ustanove i sprovela sistematsko vjersko, moralno i kulturno odgajanje naroda, kao preduvjet za izgradnju islamskog društva. Ova dilema je samo iskušenje. Povjest ne poznaje nijedan istinski prevrat koji je došao od vlasti... 
Islamski poredak može se ostvariti samo u zemljama u kojima Muslimani predstavljaju većinu stanovništva. Bez ove većine, islamski poredak se svodi samo na vlast (jer nedostaje drugi elemenat – islamsko društvo) i može se pretvoriti u nasilje. 
Nemuslimanske manjine u sastavu islamske države, uz uvjet lojalnosti, uživaju vjerske slobode i svu zaštitu...
Islamski pokret treba i može prići preuzimanju vlasti čim je moralno i brojno toliko snažan da može ne samo srušiti postojeću neislamsku, nego i izgraditi novu islamsku vlast.“
Kao knjižica, Islamska deklaracija je raspačavana u Jugoslaviji ilegalno, a 1983. godine je korištena na suđenju Aliji Izetbegoviću i njegovim suradnicima kao dokaz antidržavne djelatnosti: sam Izetbegović je bio osuđen na 14 godina zatvora.
Izvan Jugoslavije, nije Islamska deklaracija prevođena ni objavljivana, ali je zapažena kod autora koji pišu o islamizmu i bošnjačkom nacionalnom identitetu.

## Poveznice
- cjeloviti tekst Islamske deklaracije iz 1970. godine, kod Vakat.me  Arhivirana inačica izvorne stranice od 19. lipnja 2018. (Wayback Machine)